# رقص‌های سیستانی

رقص سیستانی ،سیستان

رقص در سیستان بر گونه‌های مختلفی تقسیم می‌شود که هر کدام در مناسبت ویژه‌ای به اجرا گذاشته می‌شوند؛ در یک تقسیم‌بندی می‌توان رقص سیستانی را به دو نوع مردانه و زنانه تقسیم‌بندی کرد (اگرچه این رقص‌ها در گذشته به صورت گروهی مرد و زن نیز اجرا می‌شده‌اند).
از انواع رقص زنانه سیستانی می‌توان به رقص پایکوبی اشاره کرد که صورت ویژه آن کوبیدن متناوب پا بر زمین به دنبال ضرب‌های مشخص ساز دایره می‌باشد.

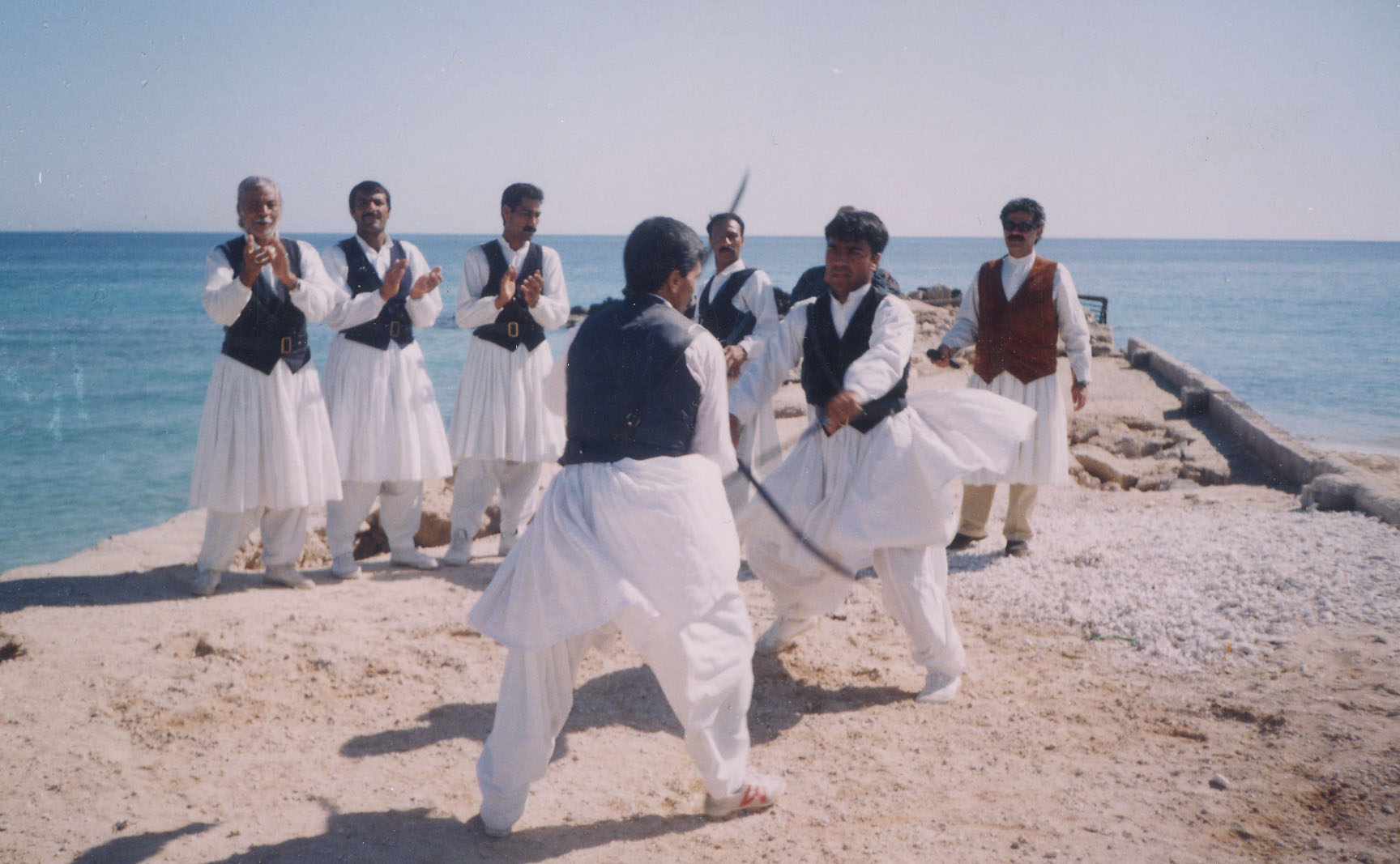
رقص با شمشیر، سیستان

در میان رقص‌های مردانه سیستانی نیز می‌توان به رقص شمشیر یا صورت ساده‌تر آن یعنی رقص چوب یا چوبازی اشاره کرد که به همراه دهل و ساز (به گویش سیستانی دول و ساز) اجرا می‌شوند.

## مفهوم‌شناسی
رقص به‌معنای دویدن، جنبیدن و برجستن است. رقص سیستانی به نوعی از رقص گروهی گفته می‌شود که در دو نوعِ زنانه و مردانه اجرا می‌شود. این رقص معنای آیینی و دینی داشته و همان نقش دعا را در فرهنگ امروزی برای اقوام ابتدایی ایفا می‌کرده‌است. از اصلی‌ترین رقص‌های سیستانی رقص شمشیر است که رقص در اطراف شمشیر اجرا می‌شود و در گویش سیستانی به آن «چاپ سیستانی» گفته می‌شود. کاربرد واژهٔ رقص به‌دلیل این که از نظر مردم سیستان جلوهٔ خوبی نداشته‌است به‌مرور به واژهٔ «چوب‌بازی» که ترکیبی از مذهب، باور و عمل است، تغییر یافت.

## تاریخچه

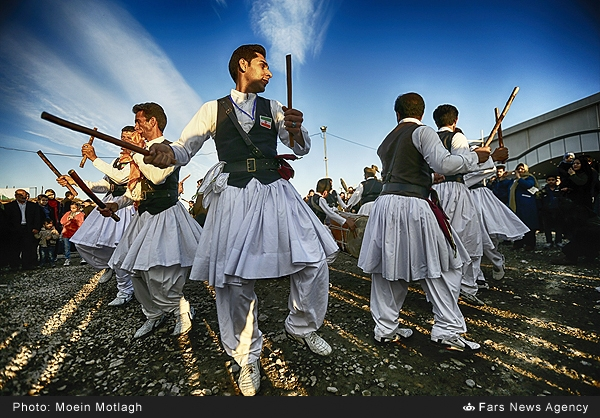
رقص سیستانی توسط مردم سیستانی گلستان

رقص آیینی شمشیر، رقص دیرینه‌ای است که پیشینهٔ آن به بیش از سه‌هزار سال قبل می‌رسد. دیوارنگاره‌ای در کوه خواجه سیستان، رقص شمشیر، جنگ و سنت موسیقی این منطقه را نمایش می‌دهد. چوب‌بازی امروزی سیستان، ادامهٔ رقص شمشیر است که سیستانیان در گذشته برای آمادگی دفاعی مبارزان خود در زمان صلح، روحیهٔ نیروهای خود را تقویت می‌کردند.

## آیین و فرهنگ رقص سیستانی
رقص سیستانی از جمله چوب‌بازی، جزئی از فرهنگ مردم سیستان به‌شمار می‌رود. این نوع رقص، فرهنگ مردم این منطقه را به‌زیبایی و همراه با احساسات نشان می‌دهد و پیام‌آور صلح، شادی و یکپارچگی است.

## انواع رقص سیستانی
۱) چاپ سیستانی (رقص چاپی):
به صورت گروهی توسط مردان اجرا می‌شود و در مرحله ۳ چاپی به صورت مشترک توسط زنان و مردان و بدون چوب انجام می‌شود. این رقص با سرعتی آرام شروع می‌شود و در هر مرحله برسرعت رقص و موسیقی افزوده می‌شود.
۲) چوب بازی:
به‌صورت گروهی یا دونفره توسط مردان انجام می‌شود. مراحل آن مانند چاپ سیستانی و هر نفر با دو چوب.
۳) رقص شمشیر:
از هنرهای نمایشی اصیل (گرچه گفته می‌شود قدمت این نوع رقص به ۵ هزارسال می‌رسد) سیستان است و غالباً دو نفره و هر بازیگر با دو شمشیر. رجزخوانی و چرخ، حمله، دفاع، گریز، و غلت‌زدن از مراحل آن است.

### نحوهٔ اجرای رقص شمشیر
رقص شمشیر، به دو گونهٔ تک‌چوب و دوچوب انجام می‌گیرد. در این رقص مسیر حرکت افراد پیرامون یک دایره است. در رقص تک‌چوب عده‌ای از افراد با تک‌چوبی که در دست دارند به شکل گروهی می‌رقصند و تماشاگران آنها را تشویق کرده و به آنها انرژی می‌بخشند.
رقص دوچوب، دونفره و با دو چوب اجرا می‌شود. رقص، آهسته شروع می‌شود و با ضربهٔ محکم دهل هر دو نفری که کنار یکدیگر قرار دارند چوب‌های خود را به هم می‌کوبند و با تند شدن صدای ساز حرکت چوب با آن تند می‌شود.

## کارکرد رقص سیستانی
رقص سیستانی دارای قدرت زیادی است که زنان و مردان را در حرکت‌های منظم و با قواعد ثابت متحد می‌سازد.
این رقص فرصتی برای ابراز شادی و تمرینی برای آمادگی دفاعی است. چوب‌بازی، امروزه در بسیاری از جشن‌های عروسی سیستان اجرا می‌شود.

## ابزار رقص سیستانی
جهت اجرای رقص سیستانی ابزار موسیقی و لباس خاصی وجود دارد از جمله:
سنتور؛ سازی که سیم‌های زیادی دارد که با دو مضراب بلند نواخته می‌شود و جزو سازهای قدیمی ایران است.
قیچک؛ در فرهنگ سکایی محبوب‌ترین و مهم‌ترین ساز گروه نوازندگی است.
دهل؛ نوعی طبل، دف و نقاره است.
چوب، کمربند، لباس سفید پرچین و شال‌گردن نیز از ابزارهای رقص سیستانی است.

### نمادشناسی
رقص سیستان را نمادی از صلح و جنگ و اتحاد دانسته‌اند. هر یک از حرکات و ابزارها متناسب با فرهنگ سیستان و در ارتباط نزدیک با طبیعت شکل گرفته‌است:
- رقص شمشیر؛ در حقیقت چرخش حول محور وجود است.

چوب‌بازی؛ نماد شادی و نشاط است.
- حرکت چوب‌ها؛ نشان حرکت روبه‌جلو و وحدت است.
- حلقهٔ رقصندگان و چرخیدن دایره‌وار؛ به‌مثابه فراخوان و نشانگر وحدت جامعه است.
- کمربند؛ نشانهٔ آمادگی در برابر شرایط غیرمنتظره و مقابله با حملات بیگانگان است.
- دعوت رقیب به برخاستن پس از به زمین افتادن؛ یادآور دلیری رستم است که دشمن خفته‌اش را بیدار و پس از آن با او به مبارزه پرداخت.
- گشادی لباس، رنگ سفید و جنس آن؛ در تقارن با اقلیم کویر، شادی‌بخش و نشانهٔ پیروزی خوبی بر بدی است.
- شال‌گردن؛ نماد تنفس ایمن از بادهای شدید سیستان است.